# 해안 관리
해안 관리 또는 연안 관리는 홍수와 침식에 대한 방어이며, 침식을 막아 토지를 확보하는 기술이다. 기후변화로 인해 해수면 상승이 가속화되는 21세기에는 해수면 상승에 대한 보호가 매우 중요하다. 해수면 손상 해변과 해안 시스템의 변화는 증가하는 속도로 증가하여 해안 퇴적물이 조석 에너지에 의해 교란될 것으로 예상된다.
해안 지역은 지구 육지 면적의 15% 미만을 차지하지만 세계 인구의 40% 이상이 거주한다. 약 12억 명의 사람들이 해안선에서 100km(62마일), 해수면에서 100m(328피트) 이내에 살고 있으며, 평균 밀도는 전 세계 인구 평균보다 3배 더 높다. 2025년에는 세계 인구의 4분의 3이 해안 지역에 거주할 것으로 예상되며, 이 작은 육지 지역에서 발생하는 인간 활동은 해안 지역에 큰 압력을 가할 것이다. 해안 지역은 상품과 서비스를 생산할 수 있는 풍부한 자원을 보유하고 있으며 대부분의 상업 및 산업 활동의 본거지이다.

## 같이 보기
- 해변
- 침식
  - 천연교
  - 파식대